# Theun de Vries

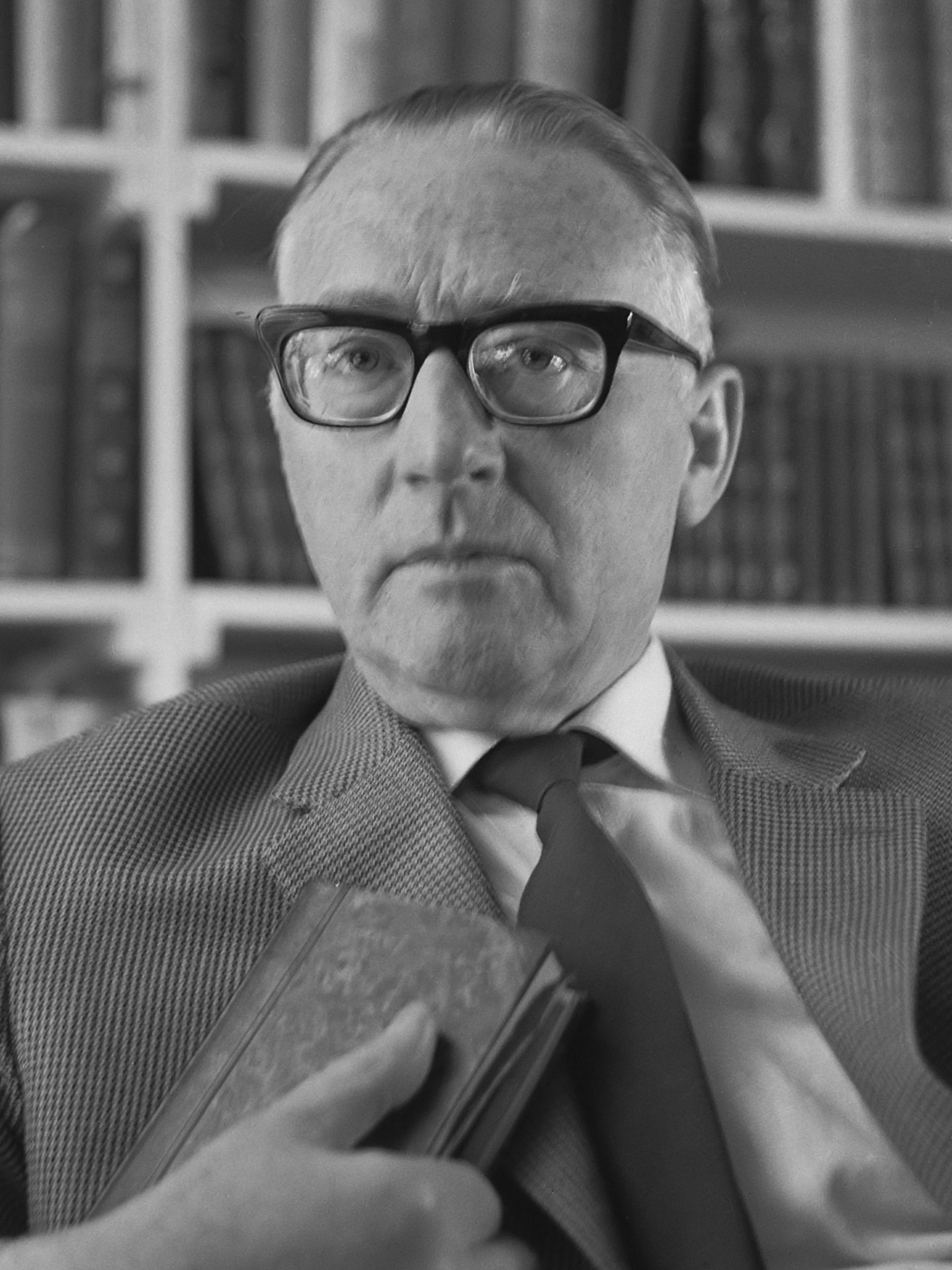
Theun de Vries (1963)

Theun de Vries (* 26. April 1907 in Veenwouden, Friesland; † 21. Januar 2005 in Amsterdam) war ein niederländischer Widerstandskämpfer, Schriftsteller, Dichter und Politiker.
Sein bekanntestes Werk ist der Roman Das Mädchen mit den roten Haaren von 1956 (1981 unter dem Titel Het meisje met het rode haar verfilmt von Ben Verbong) über die Widerstandskämpferin Hannie Schaft.
Theun de Vries war Mitglied der Kommunistischen Partei der Niederlande (CPN), für die er im Gemeinderat von Amsterdam saß.

## Leben
De Vries besuchte eine allgemeinbildende Schule. Ab 1921 verfasste er Publikationen in Jugend- und Sonntagsblättern. 1925 legte er sein literarisches Debüt vor mit „Friese sagen“ (Friesische Sagen). Von 1929 bis 1937 war er als Bibliotheksangestellter tätig. 1931 kam sein Romandebüt heraus mit einem Rembrandt-Roman. Von 1936 bis 1971 war er Mitglied der Kommunistischen Partei der Niederlande. Von 1940 bis 1945 war Theun aktiv im Widerstand gegen die deutsche Besetzung der Niederlande und wurde dabei von 1944 bis 1945 im polizeilichen Durchgangslager Amersfoort interniert. Nach seinen Anfängen in der Poesie verfasste er traditionell-realistische Romanprosa mit sozialistischer Tendenz. Vielfach war er auch als Übersetzer tätig. Außerdem verfasste er historische Studien, u. a. über Ketzer.

## Ehrungen
- Staatspreis für Literatur (1963)
- Ehrendoktor der Rijksuniversiteit Groningen (1979)

## Werke (Auswahl)
Belletristik
- Pan unter den Menschen. Roman. Henschelverlag, Berlin. 1956.
- Anna Casparii. Roman („Anna Casparii, of het heimwee“). Henschelverlag, Berlin 1958.
- Dolle Dinsdag. 5 Erzählungen („Doodskoppen en kaalkoppen“). Röderberg-Verlag, Frankfurt/M. 1968.
- Die drei Leben des Melchior Hintham. Ein Malerroman. Henschel-Verlag, Berlin 1966.
- Die Kardinalsmotette. Roman („Het motet voor de kardinaal“). Dtv, München 2003, ISBN 3-423-20504-0.
- Das Mädchen mit dem roten Haar. Roman aus der Widerstandsbewegung 1942 bis 1945 (Original: „Het meisje met het rode haar“, 1956). Henschelverlag, Berlin 1960.
- Rembrandt. Roman („Rembrandt“). Dtv, München 2001, ISBN 3-423-20443-5. Erste deutsche Übersetzung Berlin 1934 durch Franz Dülberg.
- Vincent und Sien. Roman („Vincent in Den Haag“). DTV, München 2003, ISBN 3-423-20604-7.
- Wolfszeit. Roman („Het wolfgetij of een leven van liefde“). Verlag Volk und Welt, Berlin 1983.
- Feuertaufe (1848) (Een spook waart door Europa) – 3 Bände – Verlag Volk und Welt Berlin – 1. Auflage 1953 – Halbleinen

Sachbücher
- Baruch de Spinoza. Mit Selbstzeugnissen und Bilddokumenten („Baruch de Spinoza“). 10. Auflage. Rowohlt, Reinbek 2004, ISBN 3-499-50171-6.
- Geliebt und bewundert. Frauen um Rembrandt („Meester en minaar“). Verlag Schlender, Göttingen 1985, ISBN 3-88051-028-8.
- Letterkundig lexikon. De wereldliteratuur van de 203 eeuw. Spectrum, Utrecht 1969